# 가내초등학교
가내초등학교는 대한민국 경기도 평택시에 있는 공립 초등학교이다.

## 연혁
- 2017년 10월 23일 가내초등학교 개교
- 2017년 10월 23일 초대 신동란 교장 취임
- 2017년 10월 23일 초등학교 7학급 편성, 병설 유치원 3학급 편성
- 2017년 10월 30일  초등학교 9학급 편성, 병설 유치원 3학급 편성